# Kalpa Taru
Kalpa Taru – pierwszy studyjny album polskiej grupy muzycznej Moonlight. Wydany został 1996 roku nakładem wytwórni muzycznej Metal Mind Productions. Tytuł w języku starobabilońskim oznacza „Ogród obfitości”.
Nagrania powstały w sierpniu 1996 roku w realizacji Jana Kidawy we wrocławskim Fonoplastykon Studio, za miksowanie i mastering odpowiedzialni byli (odpowiednio) Bartłomiej Straburzyński i Paul Griffith. Muzykę skomponował sam zespół do tekstów jego członków w osobach Daniela Potasza i Mai Konarskiej, ponadto teksty napisali T. Kopczyński i S. Gebela. Okładkę, obraz pt. „obrazy z kosmosu, część pierwsza” namalowała Helena Tchórzewska. Fotografię zespołu oraz layout wykonał Sławomir Janczak.

## Lista utworów
1. „Strach” (muz. Moonlight, sł. Potasz) - 03:16
2. „Stadium Wiary” (muz. Moonlight, sł. Potasz) - 04:32
3. „Cisza Przed Burzą” (muz. Moonlight, sł. Potasz) - 02:38
4. „Ekstaza Milczenia” (muz. Moonlight, sł. Potasz) - 03:59
5. „Conquistador” (muz. Moonlight, sł. Potasz) - 03:19
6. „Modlitwa O Zmiłowanie” (muz. Moonlight, sł. Potasz) - 04:00
7. „Hexe” (muz. Moonlight, sł. Potasz) - 04:28
8. „Ananke” (muz. Moonlight, sł. Potasz) - 04:34
9. „Zmierzch” (muz. Moonlight, sł. Potasz) - 02:48
10. „Damaisa” (muz. Moonlight, sł. Potasz) - 04:46
11. „Jak Ryby” (muz. Moonlight, sł. Potasz) - 03:08
12. „Msza” (muz. Moonlight, sł. Kopczyński, Gebel, Potasz) - 05:07
13. „Deformis” (muz. Moonlight, sł. Potasz) - 04:08
14. „Zbrodnia I Kara” (muz. Moonlight, sł. Potasz) - 03:13
15. „Belibaste” (muz. Moonlight, sł. Konarska) - 03:05

## Twórcy
- Maja Konarska – śpiew
- Daniel Potasz - instrumenty klawiszowe
- Andrzej Kutys - gitara
- Paweł Gotłas - gitara basowa
- Tomasz Wieczorek - perkusja